# Anita Wold
Anita Wold Jensen (Trondheim, 21 settembre 1956) è un'ex saltatrice con gli sci norvegese, principale interprete della specialità al femminile negli anni settanta.

## Biografia
Originaria di Trondheim e attiva negli anni settanta, nel 1973 Anita Wold riuscì a battere il record del mondo femminile di Johanne Kolstad, imbattuto dal 1938: raggiunse gli 80 metri (contro i 72 del primato precedente) sul Kløvsteinbakken di Meldal. Negli anni successivi migliorò ulteriormente il primato, prima a Štrbské Pleso nel 1974 (94 metri), poi a Sapporo nel 1976 (97,5 metri).
I suoi risultati riscossero vasta eco in Norvegia sebbene non fossero omologati dalla Federazione Internazionale Sci perché all'epoca il salto con gli sci era ufficialmente riservato solo agli uomini, quindi non venivano registrati i risultati delle donne. Per le poche praticanti, l'unica occasione di cimentarsi pubblicamente nel salto era come apripista nelle gare maschili. Anita Wold riuscì a saltare sui trampolini più famosi, facendo da apripista nelle principali competizioni internazionali. Fu chiamata in tale veste nella gara di Holmenkollen, prima donna a saltare dal celebre trampolino, ai Mondiali di Lahti del 1978 e al prestigioso Torneo dei quattro trampolini.